# Croix de saint Maurice
Pour les articles homonymes, voir Croix (homonymie).

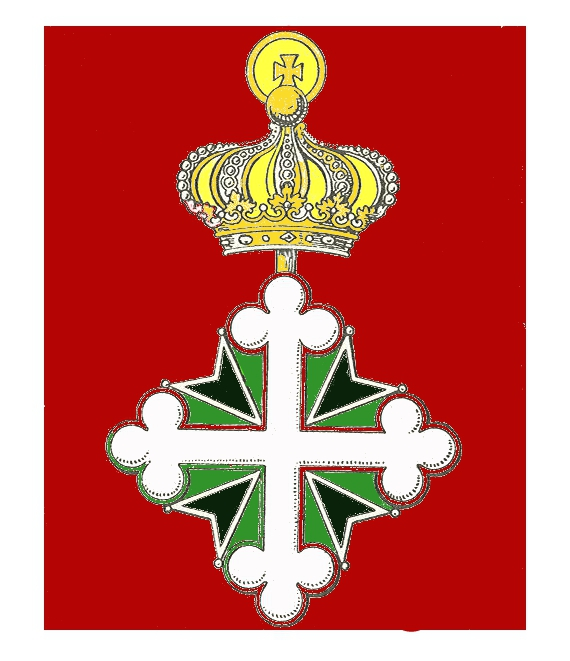
Croix de Saint-Maurice dans les insignes de l'ordre des saints Maurice et Lazare.

La croix de Saint Maurice ou croix tréflée est une croix qui à la forme d'une croix grecque, avec des branches de même longueur et se croisant en son milieu, et dont les extrémités de chaque branche se terminent par des trèfles.
Son nom est associé à Maurice d'Agaune, martyr et chef de la légendaire légion thébaine. Ses reliques se trouvent à l'abbaye Saint-Maurice, située à Saint-Maurice dans le canton du Valais en Suisse et font l'objet d'un culte. Le monastère ayant été sous la protection des premiers dynastes savoyards, Maurice est devenu le saint patron de la dynastie de Savoie et de leurs États.

## Architecture
Plusieurs édifices religieux, notamment en Savoie, utilise ce symboles sur les églises, notamment les frontons des églises ou les clochers. 

## Usage en héraldique

Croix tréflée.

La croix de Saint Maurice, symbole du martyr Maurice d'Agaune, se trouve dans les armes de l'abbaye Saint-Maurice : D’argent sur champ de gueules.
Les seigneurs de Montluel portent Parti d'azur et de sable, à la croix tréflée d’argent brochant sur la partition.
Elle se retrouve aussi dans plusieurs blasons de communes des régions ayant été sous l'influence de l'abbaye Saint-Maurice et ayant appartenu aux États de Savoie : Savoie, Bresse, Valais, comté de Nice.
Valais (Suisse)
- Saint-Maurice (attestée depuis 1434)[5] : Parti d'azur et de gueules à la croix tréflée d'argent, brochant.

Savoie (France)
- Abbaye d'Aulps (Chablais) : de sinople à une tour d'argent senestrée d'un avant-mur de même à dextre et d'une croix tréflée aussi d'argent à senestre.
- Bourg-Saint-Maurice (Tarentaise) D'azur à la croix d'argent chargée d'une croix tréflée de gueules, cantonnée au premier des lettres S et M onciales d'or, au deuxième d'une étoile du même, au troisième d'une aigle aussi d'or accostée de deux clochettes aussi d'argent et soutenue d'un casque de Ceutron du même, au quatrième d'un sapin arraché d'or.
- Marcellaz (Faucigny) : Palé d'or et de gueules, à la croix tréflée de sinople brochant sur le tout, au chef du même.
- Perrignier (Chablais) : Palé d'or et de gueules, à la croix tréflée de sinople brochant sur le tout, au chef du même.

Bresse (France)
- Bourg-en-Bresse : Parti de sinople et de sable, à la croix tréflée d’argent brochant sur le tout.
- Montluel : Parti d'azur et de sable, à la croix tréflée d’argent brochant sur la partition.
- Saint-Trivier-de-Courtes : De sable à la croix tréflée d'argent.
- Attignat : De sable à la croix tréflée d'argent.
- Beynost : Écartelé : au premier d'argent aux deux palmes de sinople passées en sautoir, au deuxième de gueules au lion d'or, au troisième de gueules au lion couronné contourné d'or, au quatrième d'azur au château d'argent surmonté d'un soleil d'or ; sur le tout d'argent à la croix tréflée de gueules. (la croix tréflée reprend les armes des seigneurs de Montluel)
- Saint-Maurice-de-Beynost (1985) : De sinople à la bande de gueules, chargée en chef d'une aigle d'or, en cœur d'une épée d'argent garnie d'or , et en pointe d'une tête de Saint Maurice de profil nimbée d'or et au col d'argent, toutes posées à plomb, accompagnée en chef d'une croix tréflée d'argent et en pointe d'un brochet contourné en bande du même. (la croix tréflée reprend les armes des seigneurs de Montluel)

comté de Nice (France)
- Saint-Sauveur-sur-Tinée : De gueules à la croix tréflée d'or, cantonnée en chef à dextre d'une étoile d'argent et en pointe à senestre d'une fleur de lys du même.